# 金·露華
金·露華（英語：Kim Novak，1933年2月13日—），本名瑪麗蓮·寶琳·露華（Marilyn Pauline Novak），女，美國電影演員，也是1950年代最受歡迎的演員之一，代表作是亞弗列·希治閣所執導的《迷魂記》。

## 外部連結
- Kim Novak在互联网电影资料库（IMDb）上的資料（英文）
- TCM电影资料库上Kim Novak的资料（英文）